# Кумыкские йыры
Кумыкские йыры — жанр кумыкской народной музыки, важнейшая часть кумыкского музыкального фольклора. В жанре йыров творили известнейшие кумыкские сказители — Ирчи Казак и Аяв Акаев. Исполняется на кумыкском народном музыкальном инструменте Агач-Кумузе. Является разновидностью общетюркского жанра ыр.

## Происхождение
Дословно «йыр»  переводится с кумыкского языка как песня. Исполнители йыров назывались «йырчи» .
Своим происхождением йыры связаны с архаическим эпосом. Их анализ позволяет исследователям сделать вывод о том, что у кумыков в древности имелись крупные эпические творения, впоследствии ставшие самостоятельными песнями героико-эпического характера..
Героические Йыр о Минкюллю и Йыр о Карткожаке и Максуман восходят к глубокой древности. Первый имеет свои аналогии с эпосом о Гильгамеше, второй является частью кумыкского нартского эпоса. Йыр о Джаватбие повествует о борьбе героя с ангелом смерти Азраилом, что имеет аналогии в огузском эпосе о Деде Коркуте.
Как отмечает А. А. Аджиев, в отличие от Центральной и Северной, в Южной Кумыкии более наглядно видна не только архаика образов, мотивов, сюжетов, но, что особенно интересно, и стадиально архаичный этап генезиса эпической поэзии вообще. Однако эпические песни Центральной и Северной Кумыкии сохранились в большем количестве, чем в Южной.

## Место йыров в кумыкском фольклоре
Долгое время кумыкские йыры были вне поля зрения специалистов. Более изученными оказались кумыкские сарыны — танцевальные лирические песни, легко поддающиеся записи. Между тем, йыры являются важнейшей и главной частью кумыкского музыкального фольклора.
С древних времен народ вкладывал в йыры свои представления о добре и зле, доблести и героизме. В йырах были отражены и многие исторические события, непосредственно связанные с кумыкским этносом. Так, например, йыр о Башлы связан с подавлением восстания южных кумыков 1877 года. В песне об окаменевшей Аймеседу упоминается древний город Семендер.
Жанр йыра связан с искусством народного сказа, декламации. Как отмечает Г.Гасанов, существует теснейшая зависимость йыра не только от текста в целом и от каждой его стихотворной строки, но и непосредственно от речевой интонации.

## Известнейшие йыры
- Йыр о Минкюллю
- Йыр о Карткожаке и Максуман
- Йыр о Джаватбие
- Йыр об Айгази